# Uruguay aux Jeux olympiques d'été de 1952
L'Uruguay participe aux Jeux olympiques d'été de 1952, à Helsinki, en Finlande. Représenté par trente-deux athlètes dont une femme, le pays remporte deux médailles de bronze. L’une obtenue en  Aviron. Et l’autre conquise par l’équipe de  Basket-ball .Ce qui permet aux Sud-Américains d’intégrer le tableau des médailles, se classant à la 37e place au rang des nations. 

## Tous les médaillés
| Médaille           | Nom | Sport       | Épreuve        |
| ------------------ | --- | ----------- | -------------- |
| Médaille de bronze | Martín Acosta y Lara Enrique Baliño Victorio Cieslinskas Héctor Costa Nelson Demarco Héctor García Tabaré Borges Adesio Lombardo Roberto Lovera Sergio Matto Wilfredo Peláez Carlos Roselló | Basket-ball |                |
| Médaille de bronze | Miguel Seijas Juan Rodríguez | Aviron      | Deux de couple |

## Sources
- (fr) Bilan de l’Uruguay sur le site du Comité international olympique
- (en) Bilan complet de l’Uruguay sur le site olympedia.org
- (en) Bilan complet de l’Uruguay sur le site SR/Olympic sports